# Mahmudullah
Mohammad Mahmudullah Riyad (bengalisch মোহাম্মদ মাহমুদুল্লাহ রিয়াদ; * 4. Februar 1986 in Mymensingh, Bangladesch) ist ein bangladeschischer Cricketspieler, der seit 2007 für die bangladeschische Nationalmannschaft spielt.

## Kindheit und Ausbildung
Mahmudullah erlernte das Cricket-Spielen in seiner Heimatstadt, bevor er für das U15-Turnier des ACC im Jahr 2000 nach Dhaka kam. Er vertrat Bangladesch beim ICC U19-Cricket-Weltmeisterschaft 2004.

## Aktive Karriere

### Anfänge in der Nationalmannschaft
Ab dem Jahr 2005 spielte Mahmudullah für die bangladeschische A-Nationalmannschaft und nachdem er dort gute Leistungen zeigen konnte im Jahr 2007, wurde er von den Selektoren für das Nationalteam berufen. Sein Debüt gab er dort dann im Juli 2007 in der ODI-Serie in Sri Lanka. Sein Debüt im Twenty20-Cricket folgte im September bei einem Vier-Nationen-Turnier in Kenia gegen den Gastgeber. Er war in der Folge Teil des bangladeschischen Teams beim ICC World Twenty20 2007, wo er als beste Leistung 16 Runs gegen Sri Lanka erzielte. Im April 2008 gelangen ihm in Pakistan ein Fifty über 58* Runs in den ODIs. Beim Asia Cup 2008 gelangen ihm unter anderem 26* Runs gegen Indien. Er fand seinen Weg in den Kader für den ICC World Twenty20 2009, konnte dort jedoch nicht überzeugen. Daraufhin reiste er mit der Mannschaft in die West Indies, wo er sein Test-Debüt gab und dabei als Bowler insgesamt acht Wickets erzielte (3/59 & 5/51). Dabei hatte er einen wichtigen Anteil am erst zweiten Test-Sieg Bangladeschs. Im zweiten Spiel der Serie konnte er dann noch einmal drei Wickets (3/44) erzielen. In der ODI-Serie folgte ein weiteres Fifty über 51* Runs.
Im November 2009 erreichte er gegen Simbabwe drei Wickets (3/52) im fünften ODI. Daraufhin erzielte er zunächst zwei Fifties in einem heimischen Drei-Nationen-Turnier gegen Indien (60* und 64* Runs), die jeweils jedoch nicht zum Sieg reichten. Gleiches (69 und 96* Runs) gelang ihm bei der darauf stattfindenden Test-Serie gegen Indien. Beim Test in Neuseeland im Februar konnte er dann sein erstes Test-Century über 115 Runs aus 177 Bällen erzielen und so das Follow-on, nicht jedoch die Niederlage, vermeiden. Zwei weitere Fifties (51 und 59 Runs) folgten dann gegen England. Jedoch strauchelte er zu dieser Zeit in den kurzen Formate und enttäuschte beim ICC World Twenty20 2010. Beim Cricket World Cup 2011 waren 21* Runs gegen England seine beste Leistung. Erst nach dem Turnier konnte er wieder mit einem Fifty über 68* Runs in der ODI-Serie gegen Australien auf sich aufmerksam machte.

### Kapitänsanwärter und Probleme
Im fünften ODI in Simbabwe im August 2011 gelang ihm neben einem Fifty über 60* Runs 3 Wickets für 13 Runs. Im Dezember folgten ein weiteres Mal drei Wickets (3/4) gegen Pakistan. Kurz darauf wurde er nach der Übernahme der Kapitänsrolle durch Mushfiqur Rahim zum Vize-Kapitän ernannt. Beim ICC World Twenty20 2012 konnte er lediglich 15 Runs gegen Neuseeland vorweisen, als Bangladesch früh in der Vorrunde ausschied. Im November 2012 konnte er dann in allen drei Formaten bei der Tour gegen die West Indies herausstechen. In den Tests gelangen ihm zwei Fifties (62 und 76 Runs), während er neben zwei weiteren Fifties (52 und 56* Runs) in den ODIs auch drei Wickets (3/46) als Bowler erreichte. Auch im Twenty20 erzielte er ein Fifty über 64* Runs. Im März folgten dann drei Wickets (3/70) in der Test-Serie in Sri Lanka. Zu Beginn des Sommers erreichte er in Simbabwe ein weiteres Fifty (75* Runs) in den ODIs. Jedoch hatte er Probleme in den Tests und wurde aus dem Team entfernt. Der Rest des Jahres war dann für ihn eine Enttäuschung und so wurde er beim Asia Cup 2014 nicht berücksichtigt. Beim ICC World Twenty20 2014 gelangen ihm als beste Leistung gegen Indien 33* Runs.
Im September 2014 erreichte er in den West Indies zwei Fifties in den Tests und konnte so sich wieder ins Test-Team zurückkämpfen. In der folgenden Test-Serie gegen Simbabwe gelangen ihm dann sogar drei Half-Centuries (63, 56 & 71 Runs). In der zugehörigen ODI-Serie erreichte er dann zwei weitere (82* und 51* Runs). Beim Cricket World Cup 2015 erzielte er gegen Schottland ein Fifty (62 Runs), bevor ihm gegen England (103 Runs aus 138 Bällen) ein Century gelang, wofür er als Spieler des Spiels ausgezeichnet wurde. Ein weiteres folgte im nächsten Spiel gegen Neuseeland (128* Runs aus 123 Bällen). Im Sommer erreichte er je ein Fifty in Tests (67 Runs) und ODIs (50 Runs) gegen Südafrika. Die Saison 2015/16 begann mit einem Fifty (52 Runs) in der ODI-Serie gegen Simbabwe. Bei der Fortsetzung der Tour im Januar folgte ein weiteres (54 Runs) in den Twenty20s. Im Asia Cup 2016 erreichte er mit dem Team das Finale und erzielte dort bei der Niederlage gegen Indien 33* Runs. Beim darauf folgenden ICC World Twenty20 2016 konnte er als beste Leistung 49* Runs gegen Australien erreichen.

### Rücktritt vom Test-Cricket
Die Saison 2016/17 begann er mit je einem Fifty in den ODI-Serien gegen Afghanistan (62 Runs) und England (75 Runs). Nach einem Fifty (52 Runs) im Januar in der Twenty20-Serie in Neuseeland, erreichte er ein weiteres beim Test in Indien. In der kurz darauf stattfindenden Test-Serie in Sri Lanka wurde er direkt vom Präsidenten des bangladeschischen Verbandes aus dem Team genommen. Der Sommer begann mit einem Drei-Nationen-Turnier in Irland, bei dem er 51 Runs gegen Neuseeland erzielte. Bei der sich daran anschließenden ICC Champions Trophy 2017 gelang ihm dann ein Century gegen Neuseeland über 102 Runs aus 107 Bällen, womit er den Einzug ins Halbfinale ermöglichte. In der Saison 2017/18 wurde er wieder ins Test-Team in Südafrika berufen und erzielte dort ein Fifty über 66 Runs. Im Januar folgten dann gegen Sri Lanka ein Fifty (76 Runs) bei einem heimischen Drei-Nationen-Turnier, bevor er gegen sie in der Test-Serie (83* Runs) ein weiteres erreichte. In der Twenty20-Serie sprang er für den verletzten Shakib Al Hasan als Kapitän ein. Im Juli reiste er mit dem Team in die West Indies, wo ihm 67* Runs in den ODIs gelangen. Ein weiteres Half-Century erzielte er dann beim Asia Cup 2018 gegen Afghanistan, wofür er als Spieler des Spiels ausgezeichnet wurde.
Im November erreichte er in der Test-Serie gegen Simbabwe ein Century über 101* Runs aus 122 Bällen und sicherte damit den Sieg. Im November folgte ein weiteres Century über 136 Runs aus 242 Bällen gegen die West Indies. Im Februar konnte er dann in Neuseeland ein Century über 146 Runs aus 229 Bällen und ein Fifty über 67 Runs erzielen. Beim Cricket World Cup 2019 gelang ihm ein fifty über 69 Runs gegen Australien. Bei einem heimischen Drei-Nationen-Turnier erreichte er ein weiter Fifty (62 Runs) im September 2019 gegen Simbabwe und wurde dafür als Spieler des Spiels ausgezeichnet. Im Oktober übernahm er erneut die Twenty20-Kapitänsrolle, nachdem Shakib Al Hasan vom verband gesperrt wurde. Nach der COVID-19-Pandemie erreichte er im Januar 2021 ein Fifty (64* Runs) in den ODIs gegen die West Indies. Im März folgte in Neuseeland ein weiteres (76* Runs), bevor er im Mai gegen Sri Lanka zwei Half-Centuries (54 und 53 Runs) erreichte. Nachdem er zuvor aus dem Test-Team geworfen wurde, kam er im Juli für den Test in Simbabwe noch ein Mal einen Ruf in den Kader. Dort erzielte er ein Century über 150* Runs aus 278 Bällen und wurde dafür als Spieler des spiels ausgezeichnet. Nach dam Spiel erklärte er seinen Rücktritt vom Test-Cricket.

### Bis heute
Im August erreichte er ein Fifty über 52 Runs in den Twenty20s gegen Australien. Beim ICC Men’s T20 World Cup 2021 gelangen ihm 50 Runs im Vorrundenspiel gegen Papua-Neuguinea. Nach der Weltmeisterschaft erreichte er bei der Tour gegen Pakistan drei Wickets (3/10) als Bowler. Im August 2022 gelang ihm ein Fifty über 80* Runs in Simbabwe. Seine beste Leistung beim Asia Cup 2022 waren 27 Runs gegen Sri Lanka. Für den ICC Men’s T20 World Cup 2022 wurde er dann jedoch nicht mehr im Kader berücksichtigt. Im Dezember gelang ihm in der ODI-Serie gegen Indien ein Fifty über 77 Runs. Er konnte sich dann im Kader durchsetzen und wurde für den Cricket World Cup 2023 nominiert. Dort erzielte er erst gegen Südafrika ein Century über 111 Runs aus 111 Bällen, bevor er ein weiteres Fifty über 56 Runs erreichte.